# لودويغ كنور
لودويغ كنور (بالألمانية: Ludwig Knorr)‏ هو كيميائي وأستاذ جامعي ألماني، ولد في 2 ديسمبر 1859 في ميونخ في ألمانيا، وتوفي في 4 يونيو 1921 في ينا في ألمانيا. استطاع كنور ابتكار اصطناع بال-كنور عام 1883، حيث أنتج مسكن مضاد للآلم، يسمى الآن فينازون والذي حقق نجاح تجاري في أوائل القرن العشرين.

## نشأته
ولد لودفيج كنور لعائلة تجارية ثرية في عام 1859، ونشأ في وسط ميونيخ بالقرب من بحيرة شتارنبيرغير. توفى والده في وقت مبكر، وحرصت أمه على تعليمه وإخوته الأربعة. وفي عام 1878 تخطى كنور امتحان أبيتور، وبدأ في دراسة الكيمياء في جامعة لودفيغ ماكسيميليان في ميونخ. درس تحت إشراف جاكوب فولهارد، وبعد أن غادر فولهارد إلى جامعة إرلنغن نورنبيرغ، أصبح هيرمان إميل فيشر مدرسه. وفي صيف عام 1880 عمل كنور مع روبرت بنزن في جامعة هايدلبرغ، وعمل كمساعد لأدولف فون باير في ميونيخ، كما عمل مع إميل فيشر بجامعة إرلنغن.

## عمله وأبحاثه
في عام 1885 أصبح فيشر أستاذًا بجامعة فورتسبورغ وتبعه كنور وأصبح أستاذاً مساعدًا. وصف كنور الوقت في فورتسبورغ بأنه أكثر فترات حياته اضطرابًا والأكثر إنتاجية. وظل يعمل على تجارب تفاعلات أسيتو أسيتات الإيثيل مع العديد من المركبات الأخرى.
بعد وفاة يوهان جورج أنطون جيوتر في عام 1889، بحثت جامعة ينا عن أستاذ جديد، وأُرسل إرنست هيكل إلى فورتسبورغ لتقييم ما إذا كان كنور مؤهلاً لهذا المنصب أم لا.
أصبح كنور أستاذًا في جامعة ينا عام 1889. وفي السنتين التاليتين خطط لبناء مختبر جديد مناسب لأبحاثه، وخلال الحرب العالمية الأولى، خدم كنور في السلك الطبي وعاد إلى جامعة جينا بعد انتهاء الحرب. توفي كنور في 4 يونيو 1921.